# Cordilheira Alta
Cordilheira Alta là một đô thị thuộc bang Santa Catarina, Brasil. Đô thị này có diện tích 83,768 km², dân số năm 2007 là 3361 người, mật độ 38,7 người/km².